# Comuna Găvănoasa, Cahul
Găvănoasa este o comună din raionul Cahul, Republica Moldova. Cuprinde satele Găvănoasa, Nicolaevca și Vladimirovca. Este situată la 24 km sud-est de orașul Cahul, centrul raional, și se învecinează la sud cu orașul Vulcănești.

## Demografie
Structură etnică
     moldoveni (47,86%)
     ucraineni (23,97%)
     ruși (1,97%)
     găgăuzi (21,5%)
     bulgari (2,98%)
     români (0,59%)
     evrei (0%)
     polonezi (0,04%)
     țigani (0,63%)
     alte etnii / nedeclarată (0,46%)
Conform datelor recensământului din 2004, populația localității este de 2.386 locuitori, dintre care 1.192 (49,96%) bărbați și 1.194 (50,04%) femei. Structura etnică a populației în cadrul localității arată astfel:
- moldoveni — 1.142;
- ucraineni — 572;
- ruși — 47;
- găgăuzi — 513;
- bulgari — 71;
- români — 14;
- polonezi — 1;
- țigani — 15;
- altele / nedeclarată — 11.

## Administrație și politică
Componența Consiliului local Găvănoasa (11 consilieri), ales la 5 noiembrie 2023, este următoarea:
|  | Partid                                       | Consilieri | Componență | Componență | Componență | Componență | Componență | Componență | Componență | Componență |
|  | -------------------------------------------- | ---------- | ---------- | ---------- | ---------- | ---------- | ---------- | ---------- | ---------- | ---------- |
|  | Partidul Democrat Modern din Moldova         | 8          |            |            |            |            |            |            |            |            |
|  | Partidul Socialiștilor din Republica Moldova | 3          |            |            |            |            |            |            |            |            |